# سیب ولثی

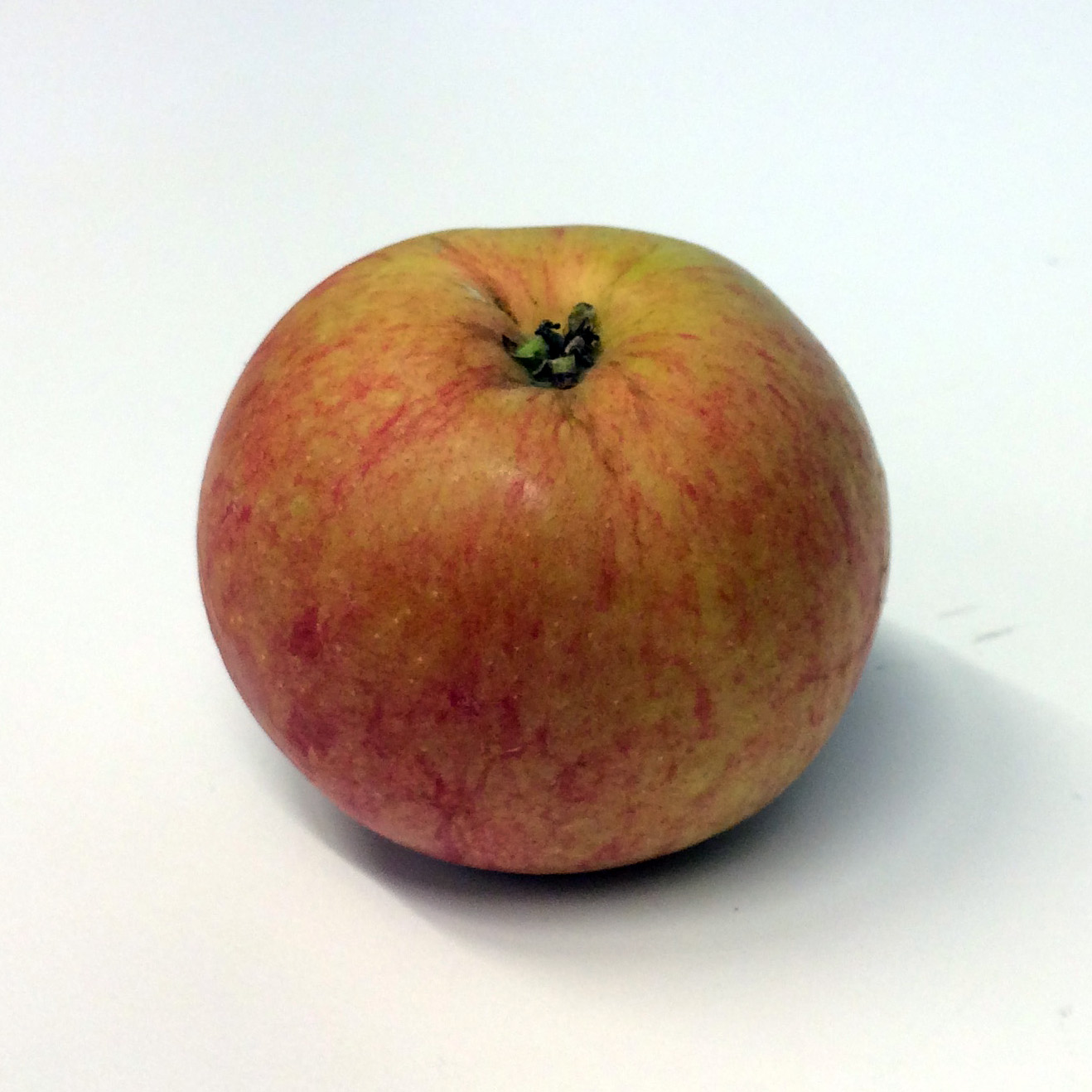
سیب ولثی

سیب ولثی (به انگلیسی: Wealthy) قدیمی‌ترین رقم سیبی است که در آب وهوای مینه سوتا رشد کرد. باغبان پیتر گیدُن بعد از سالها آزمایش و خطا با انواع متفاوت سیب در سال ۱۸۶۸ اولین بار آن را کاشت. 

## نگارخانه

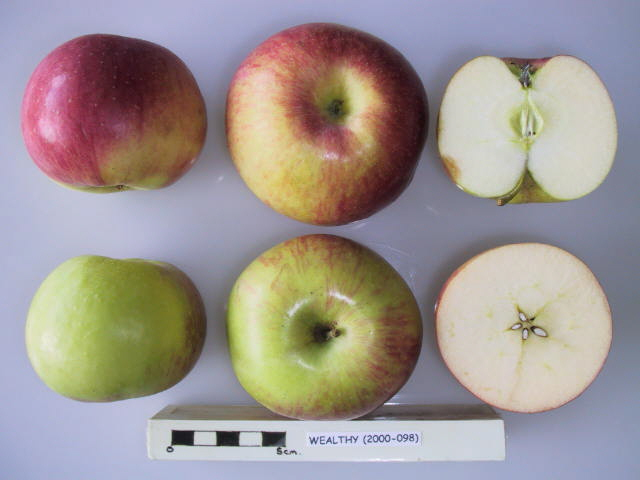
برش های سیب ولثی
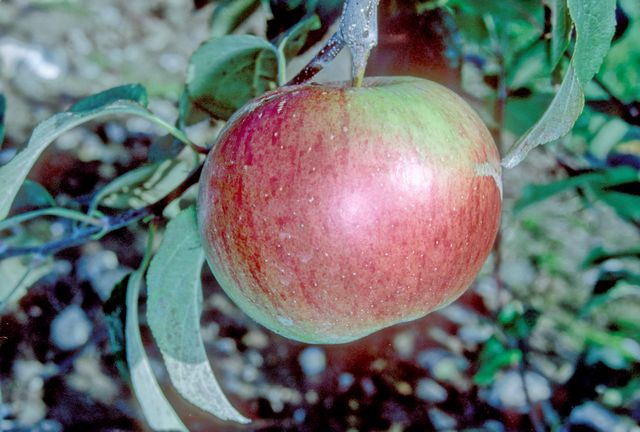
سیب ولثی روی شاخه درخت
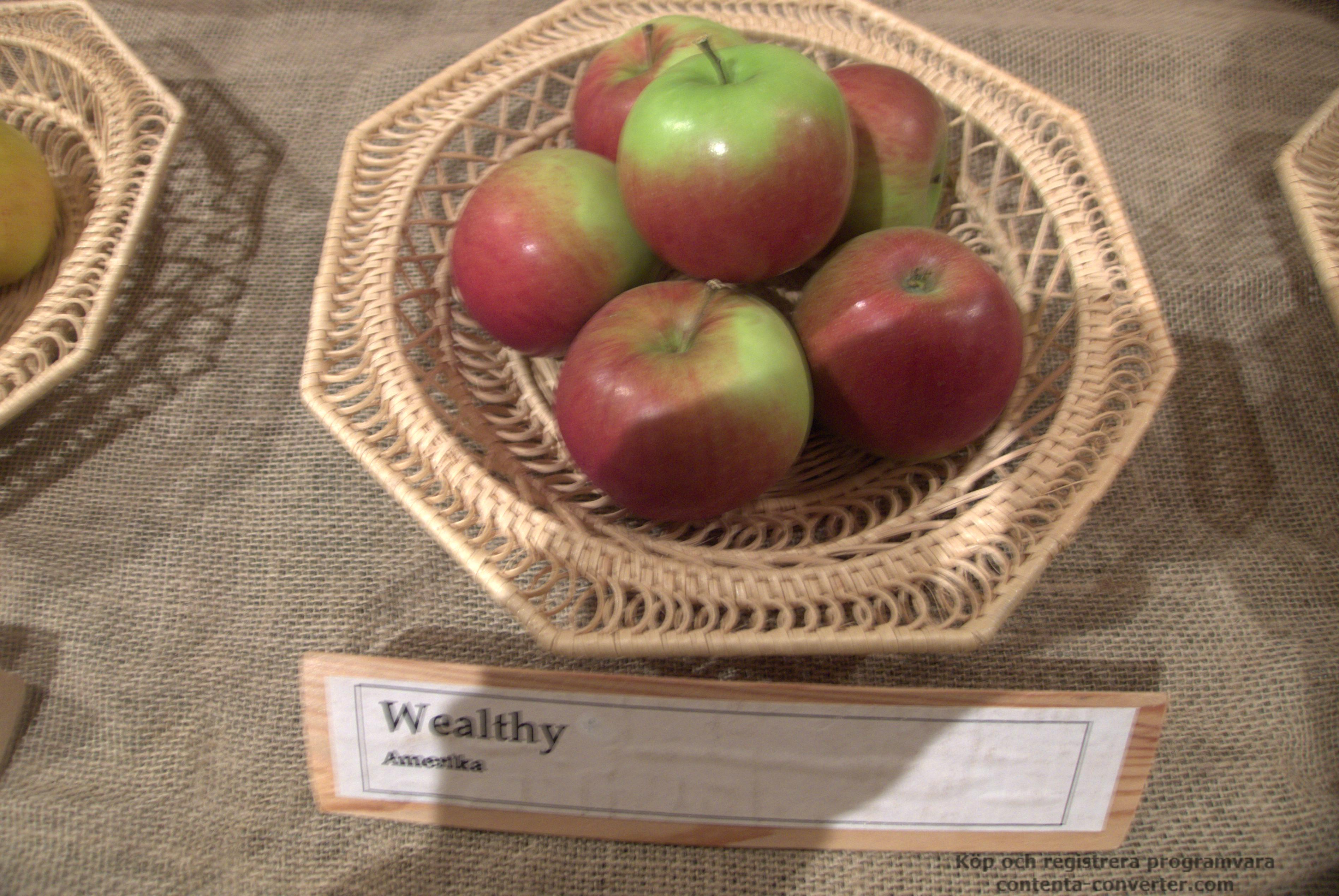
سیب ولثی در نمایشگاه
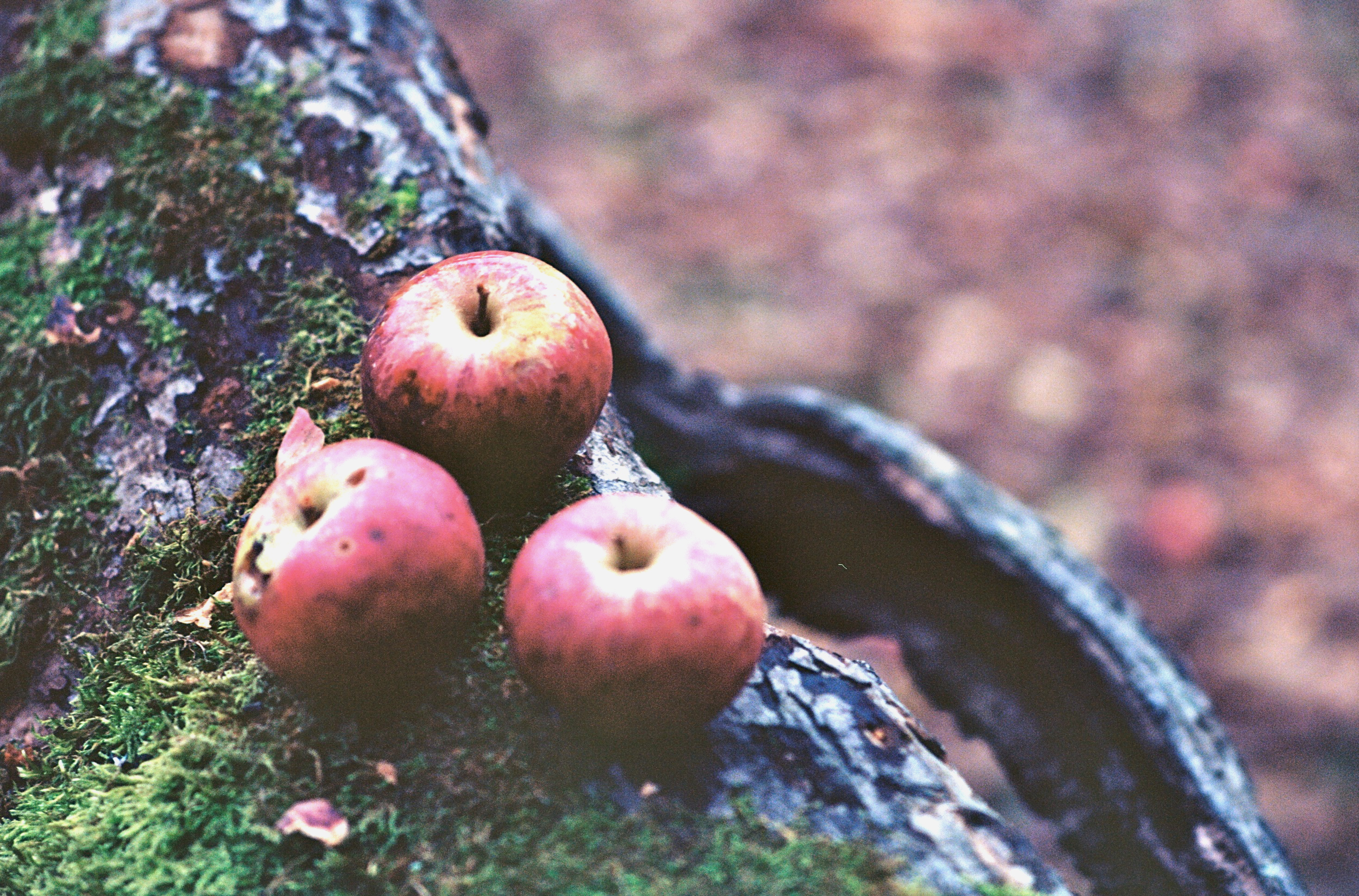
سیب ولثی